# Villa Pisani
El nom de Villa Pisani és compartit per una sèrie de cases de camp encarregades per la família patrícia Pisani de Venècia. No obstant això, Villa Pisani, generalment es refereix a una gran vil·la del barroc tardà situada a la localitat de Stra, a la regió del Vèneto (nord d'Itàlia). És l'exemple més famós de Vil·la vèneta situada a la Riviera del Brenta. El terreny que l'envolta té una extensió d'onze hectàrees, i un perímetre d'uns 1500 m. Des de 1884 hostatja el Museo Nazionale di Villa Pisani.

## Història
La seva construcció va començar a principis del segle xviii per encàrrec d'Alvise Pisani, el membre més prominent de la família Pisani, que va ser nomenat dux de Venècia el 1735. Els models inicials del palau de l'arquitecte paduà Gerolamo Frigimelica encara es conserven, però el disseny de l'edifici principal finalment va ser completat per Francesco Maria Preti. La vil·la exhibeix frescos de Giovanni Battista Tiepolo i d'altres pintors famosos.
Quan es va construir, l'edifici tenia 114 habitacions, en honor del seu propietari, el 114è Dogo (dux) Alvise Pisani (actualment en disposa de 168). L'habitació més important és la "Sala de Napoleó" i el seu bany proper, moblat amb peces dels períodes napoleònic i dels Habsburg, amb altres elements del període Pisani.
El 1807 va ser comprat per Napoleó Bonaparte a la família Pisani, arruïnada a causa de grans pèrdues en el joc.
El 1814, l'edifici es va convertir en propietat de la Casa d'Habsburg, que va transformar la vil·la en un lloc de vacances per a l'aristocràcia europea d'aquest període.
El 1866, any de la incorporació del Véneto al Regne d'Itàlia, la vil·la va passar a ser propietat del nou estat, convertint-se el 1884 en un museu.
El 1934 es va reestructurar parcialment per hostatjar la primera reunió d'Adolf Hitler i Benito Mussolini, després dels disturbis esdevinguts a Àustria.

## Arquitectura
Des de l'exterior, la façana de l'enorme palau sembla dominar el lloc, davant del riu Brenta, a uns 30 quilòmetres de Venècia. Forma part d'una sèrie de vil·les que les famílies nobles venecianes i els comerciants van començar a construir al segle xv. No obstant això, a diferència dels edificis anteriors, dissenyats per ser finques d'esbarjo i cases de labor agrícoles, Villa Pisani es va construir principalment com una demostració del poder assolit per la família, ja que un dels seus membres, Alvise Pisani, va ser triat dux el 1735.
L'àmplia façana està rematada amb estàtues, i presenta una entrada central exuberantment decorada amb columnes monumentals a espatlles de cariátides. Conté un gran complex amb dos patis interiors i grans superfícies de jardins, estables i un laberint. Giovanni Battista Tiepolo va decorar l'enorme sostre amb frescos que representen la "Glòria de la família Pisani" (pintats entre 1760 i 1762). Alguns atros frescos i pintures són del seu fill Giovanni Domenico Tiepolo, Crostato, Jacopo Guarana, Jacopo Amigoni, P.A. Novelli i Gaspare Diziani.

## Imatges

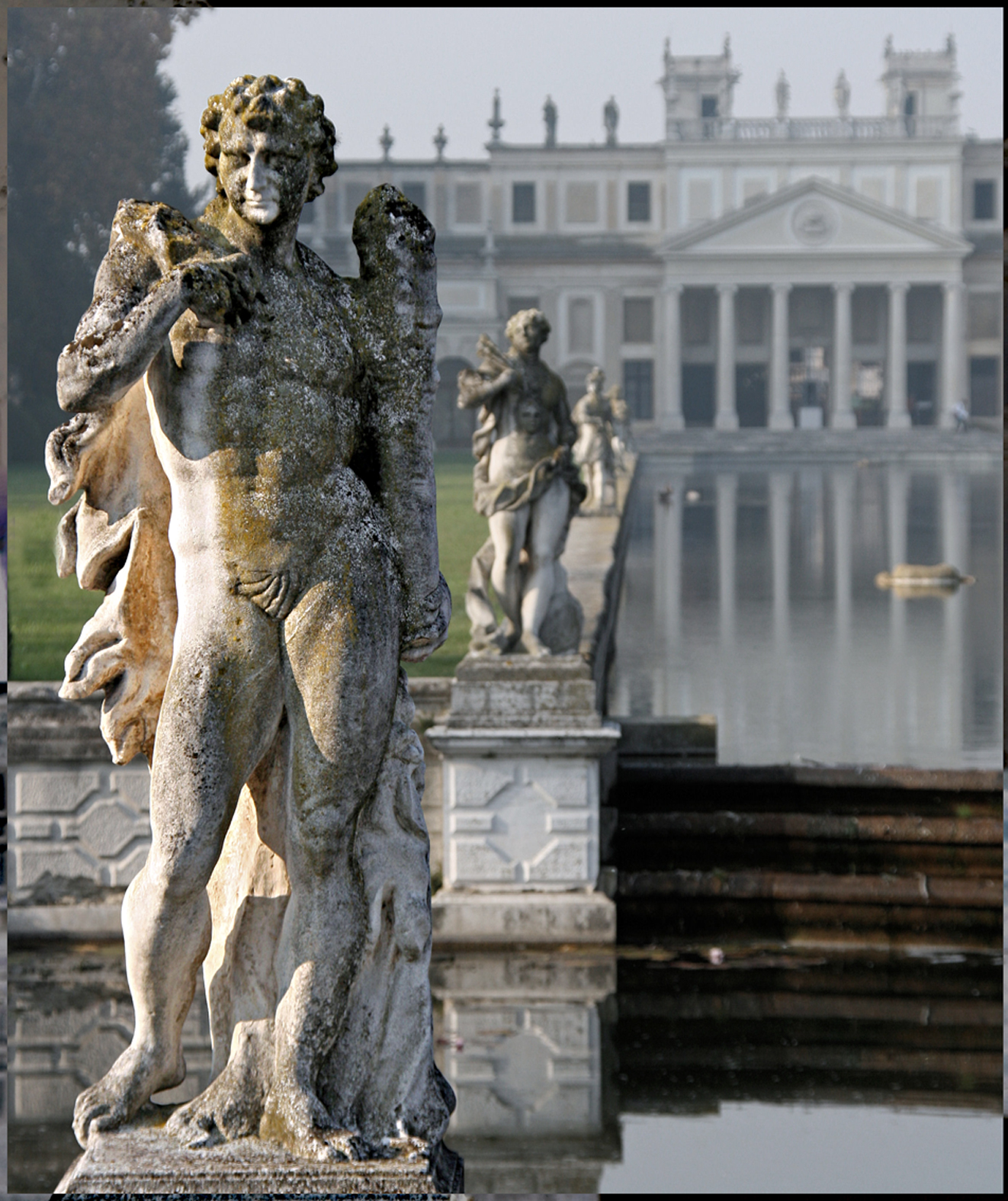
Estatuario de Vila Pisani

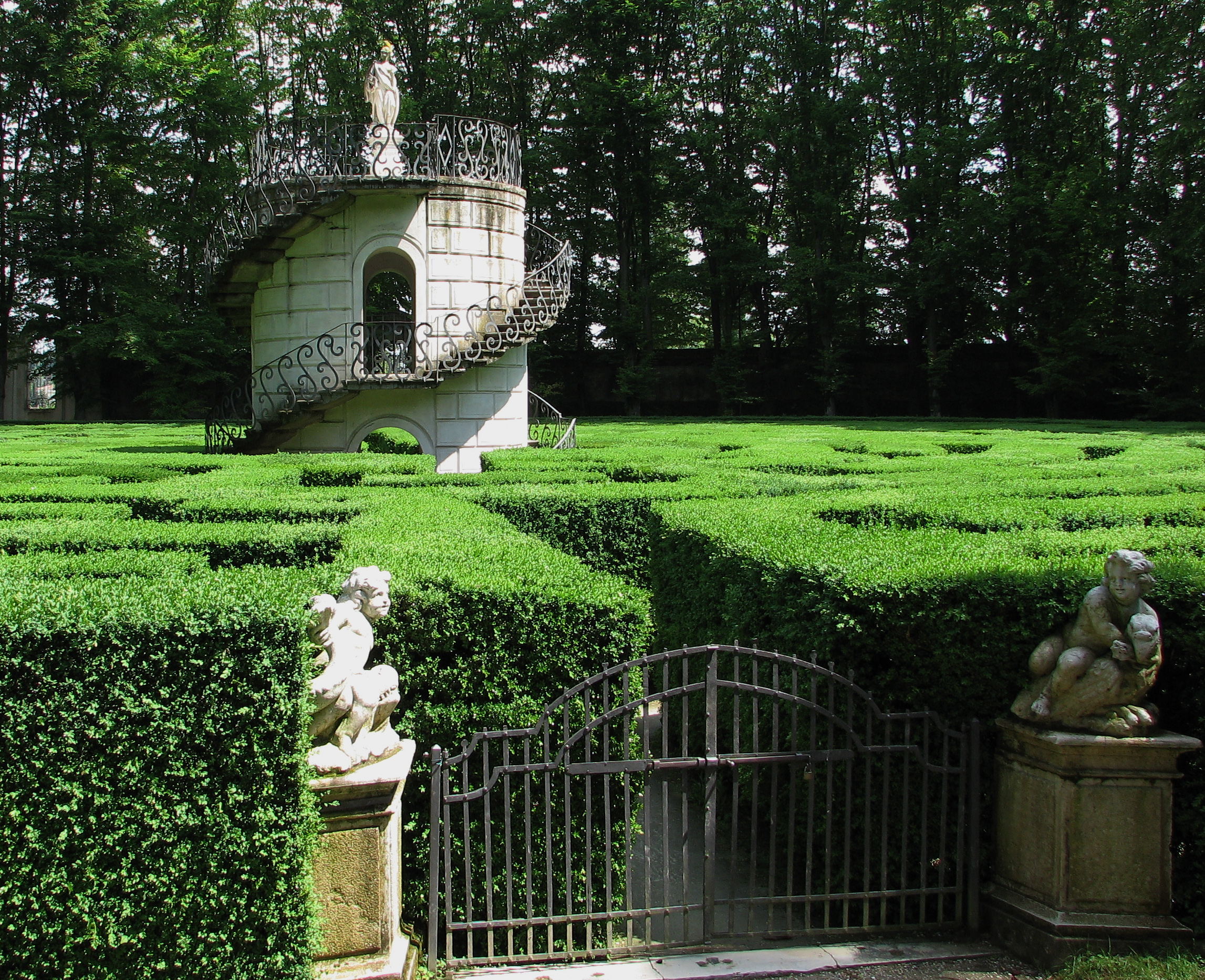
Jardí laberint

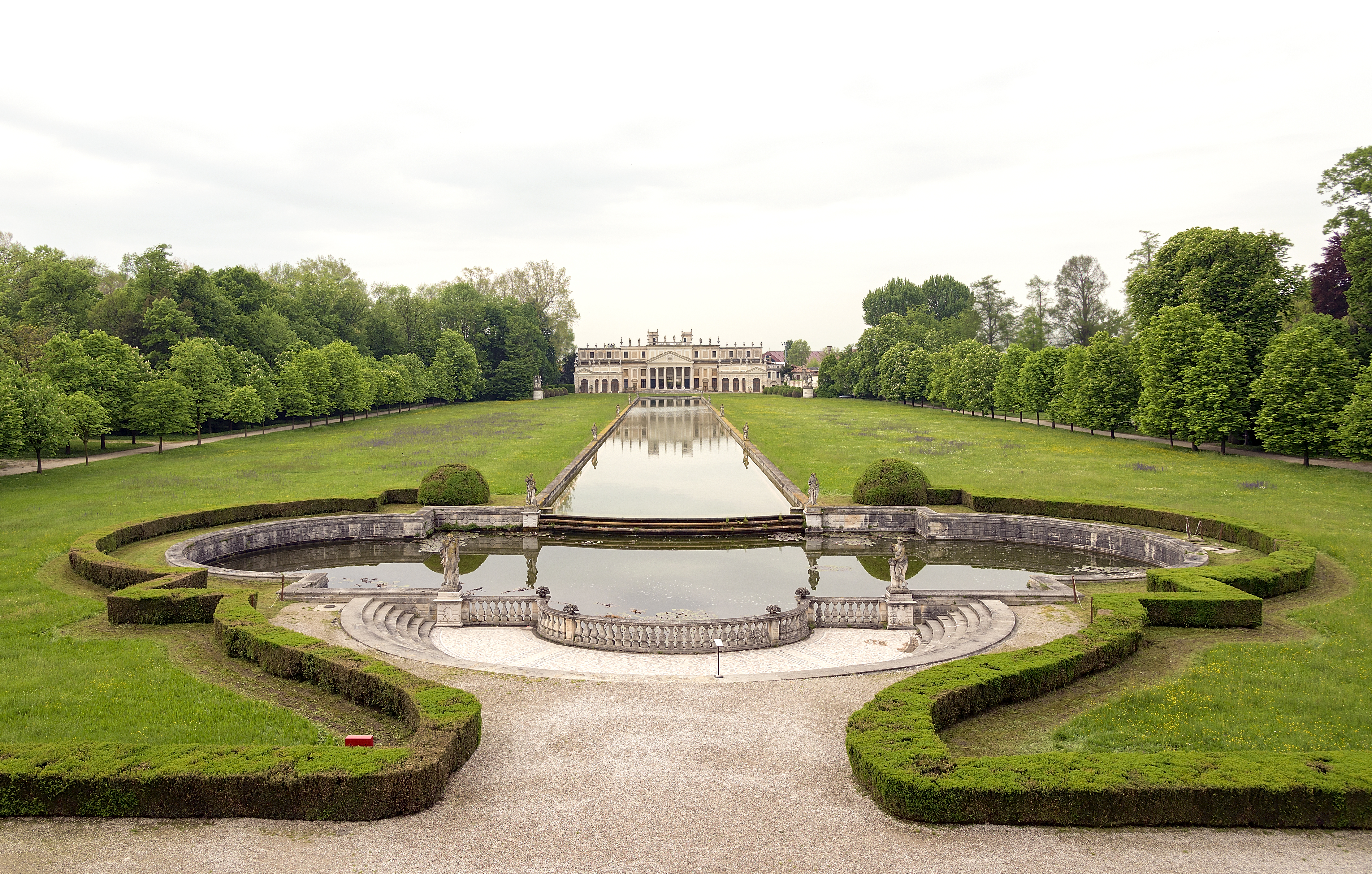
Perspectiva de la façana i estany
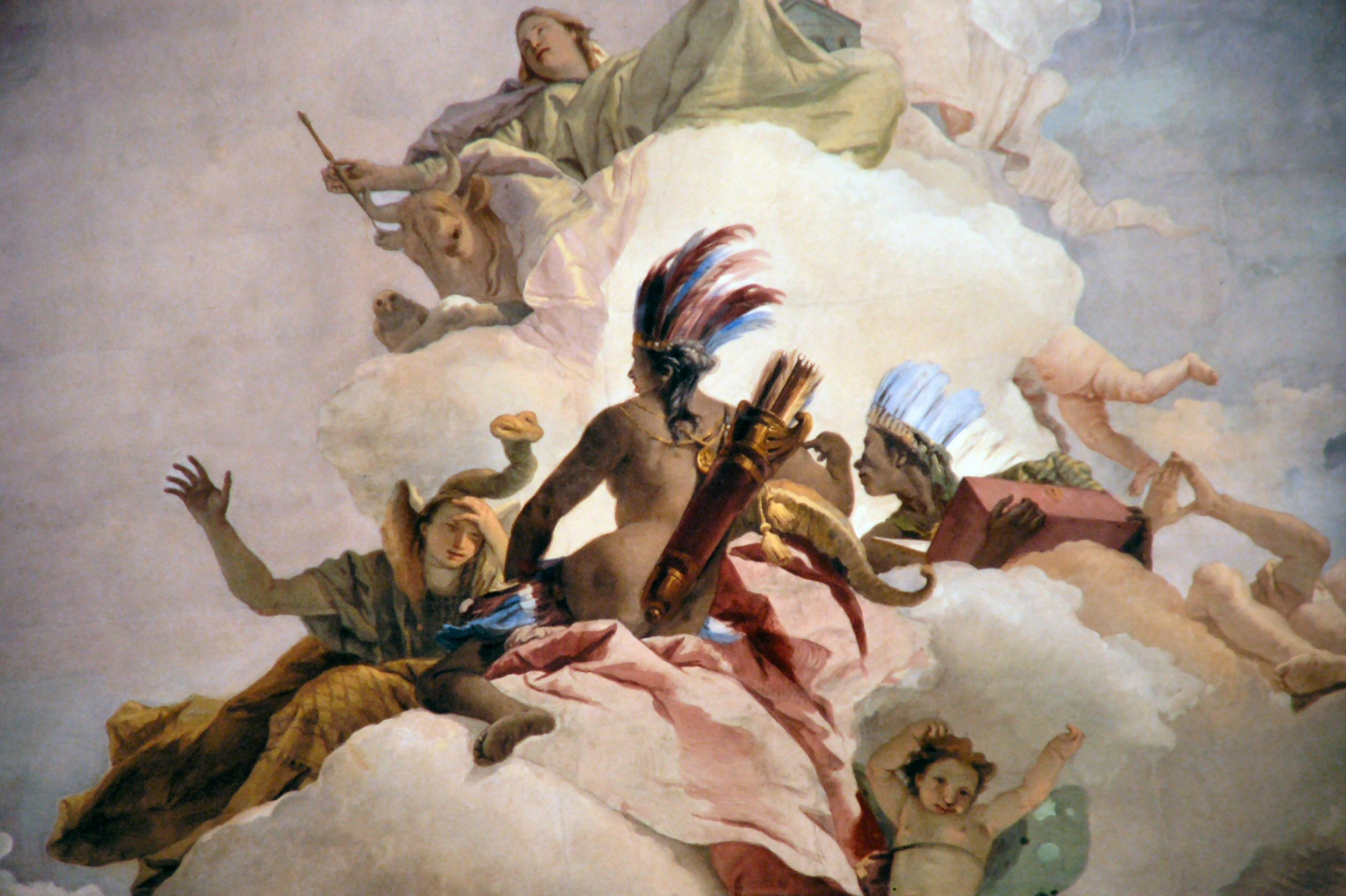
Fresc obra de Giovanni Battista Tiepolo
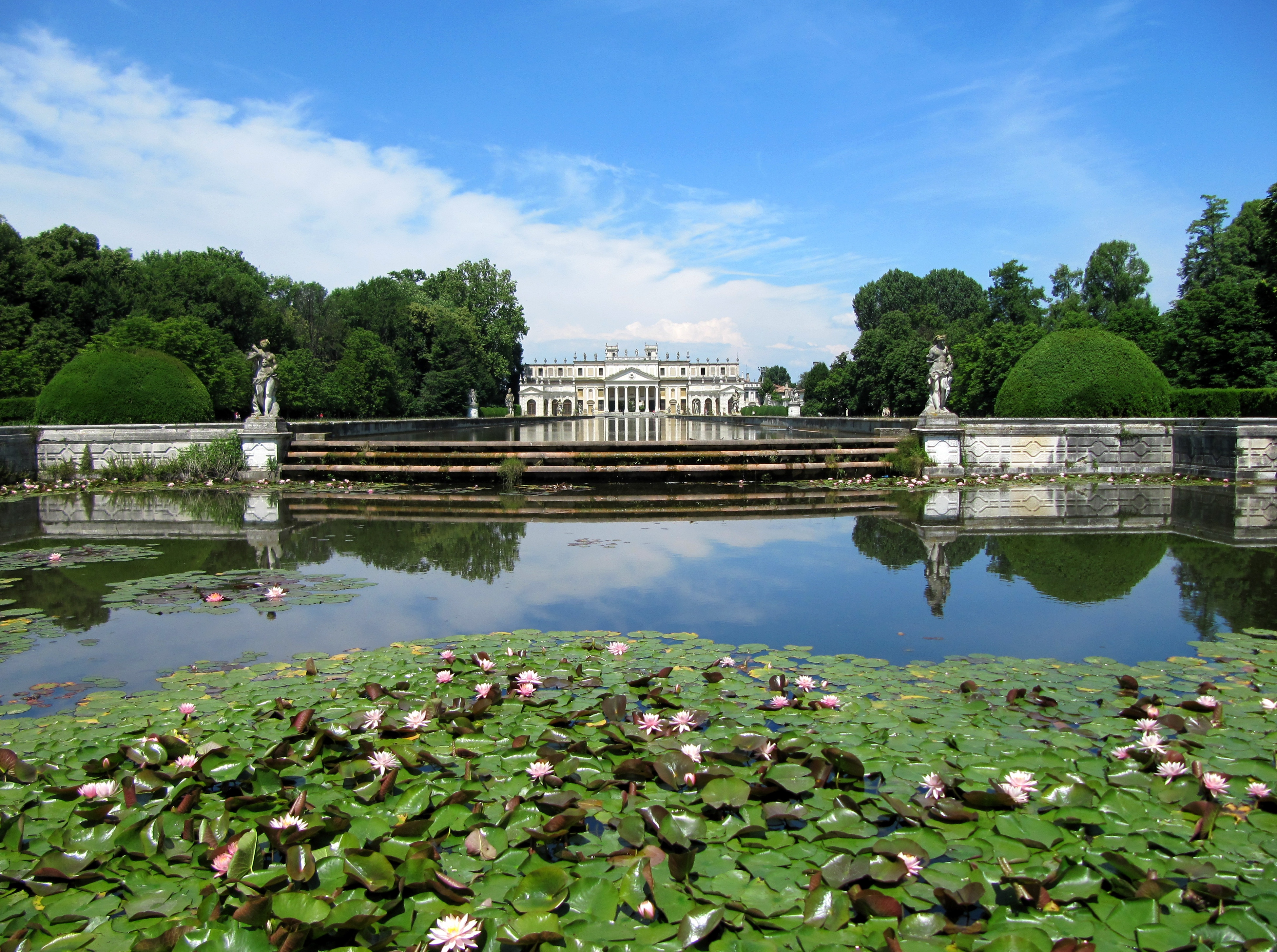
Reflex en l'estany
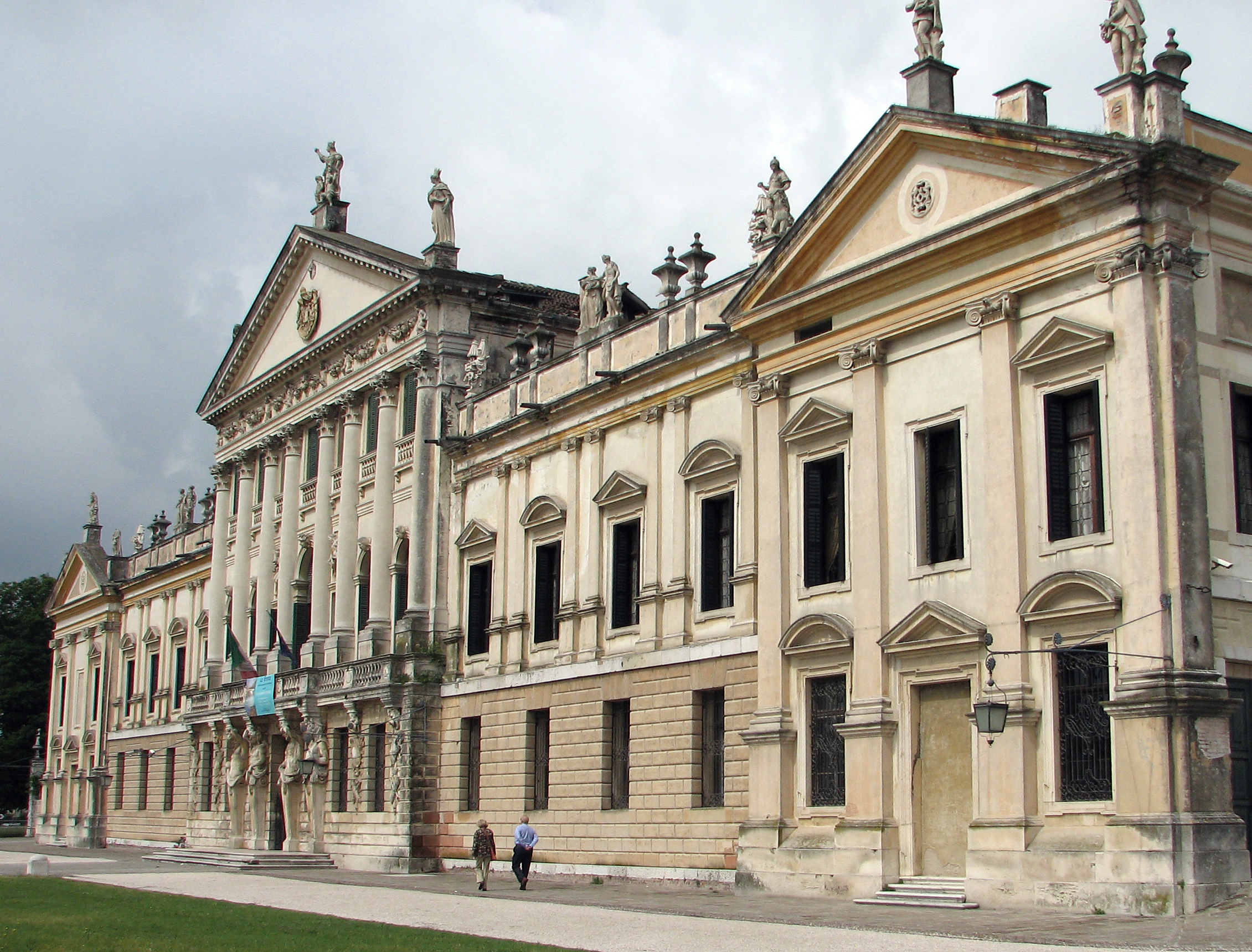
Façana

## Exposicions
Sovint s'hi organitzen exposicions d'art antic, modern i contemporani. Les sales acullen 150.000 visitants l'any. El 2007, es va obrir al públic l'exposició "I classici del contemporaneo" i "Extradimensionism" de Paolo Aldighieri; el 2008, una important exposició de Mimmo Paladino; el 2009 "Impressionismo a Venezia, 1879-1933" d'Emma Ciardi; i el 2011 "Tutto score", per Oliviero Rainaldi.